# Bruno Bauch
Bruno Bauch (* 19. Januar 1877 in Groß-Nossen, Landkreis Münsterberg (Schlesien); † 27. Februar 1942 in Jena) war ein deutscher Philosoph.
Er war ein Vertreter der Südwestdeutschen Schule des Neukantianismus. Bauch wurde durch seine Lehrer Heinrich Rickert, Kuno Fischer und Wilhelm Windelband im Sinne Rudolf Hermann Lotzes geprägt, engagierte sich jedoch nach dem Ersten Weltkrieg mehr und mehr im Sinne einer völkisch-nationalistischen antijüdischen „deutschen Philosophie“.

## Leben und Arbeit
Bruno Bauch wurde als einziger Sohn des schlesischen Gutsbesitzers Bruno Oskar Joseph Bauch und dessen Ehefrau Pauline Karoline (geb. Schön) in Groß-Nossen (Schlesien) geboren. Er wuchs ohne Geschwister auf. Eine Schwester war noch vor seiner Geburt gestorben. Seine Erfahrungen in der Dorfschule und mit den Arbeiterkindern am Gut seines Vaters prägten seine ersten Jahre. Das Leben auf dem Lande, die Nähe zu den Tieren begründete seinen späteren Hang zur Zoologie, die zu seinen Studienfächern zählte. Sein Interesse an der Mathematik bestärkte der Vater mit Vermessungen von Wald und Ackerflächen im Zuge der Instandhaltung des Gutes.
Ab 1884 besuchte Bauch die Volksschule, ab 1887 das Gymnasium. Ein Einschnitt in sein Leben war der Tod seiner Mutter, als er zwölf Jahre alt war. In der Oberstufe des Gymnasiums zeigte er Interesse für David Hume, Immanuel Kant und Platon, deren Werke er teilweise in der Freizeit studierte.
Er studierte an der Universität Freiburg im Breisgau, wo er schon im ersten Semester bei Heinrich Rickert um Aufnahme im Seminar über Kants Kritik der Urteilskraft ersuchte. Er fand bei Rickert auch Aufnahme in der Familie.
Neben den philosophischen besuchte er mathematische und naturwissenschaftliche Vorlesungen. Nach drei Semestern in Freiburg im Breisgau wechselte er auf Anraten von Rickert an die Reichsuniversität Straßburg, wo er bei Wilhelm Windelband die philosophischen und mathematisch-naturwissenschaftlichen Studien fortsetzte. Nach vier Semestern in Straßburg wechselte Bruno Bauch zur Universität Heidelberg. Im Jahre 1901 kehrte er schließlich nach Freiburg zurück, um zu promovieren. Seine Arbeit wurde 1902 unter dem Titel Glückseligkeit und Persönlichkeit in der kritischen Ethik veröffentlicht.
1902 ging Bruno Bauch nach Berlin, wo er Kunst und Kultur auf sich wirken ließ. In dieser Zeit beschäftigte ihn die Nähe der Grundgedanken Kants, bezogen auf Ethik und Religionsphilosophie, zu Luther. Diese Arbeit schickte er als Manuskript mit dem Titel Luther und Kant an Hans Vaihinger, um es in den Kant-Studien zu veröffentlichen. Dieser bot daraufhin Bauch an, an den „Kant-Studien“ mitzuarbeiten und sich mit dieser Arbeit an der Universität Halle zu habilitieren. Mit dem Wintersemester 1903/04 wurde er Privatdozent in Halle. In dieser Zeit wuchs das Bedürfnis, sich mit der Darstellung der Lehre Kants auseinanderzusetzen. Dies resultierte in der Schrift Immanuel Kant für die Sammlung Göschen, die erstmals 1911 erschien.
Bauch wurde 1911 als ordentlicher Professor an die Universität Jena berufen, wo er die Nachfolge Otto Liebmanns antrat. Die Redaktion der „Kant-Studien“ führte er in Jena noch bis 1916 weiter, als er die Redaktion aus antisemitischem Widerwillen verließ.
1917/18 begründete er in Opposition zu den Kant-Studien mit Max Wundt, Hermann Schwarz und anderen die Deutsche Philosophische Gesellschaft in Weimar. 1921 promovierte Rudolf Carnap bei ihm, später einer der wichtigsten Vormänner des Wiener Kreises. 1922 wurde Bruno Bauch zum Rektor der Universität Jena ernannt. Als Rechtsextremer bemühte er sich um die Begründung der völkischen Gedanken und wurde 1926 Mitglied des Deutschbundes.
Nach der Machtübergabe an Adolf Hitler war Bauch Mitunterzeichner eines im Völkischen Beobachter am 3. März 1933 veröffentlichten Aufrufs zur Wahl der NSDAP bei der Reichstagswahl am 5. März 1933 – eine Erklärung von 300 Hochschullehrern für Adolf Hitler. 1934 wurde er Mitglied der Nationalsozialistischen Volkswohlfahrt, einer Massenorganisation der NSDAP, und 1935 Mitglied des Reichsluftschutzbundes. Besonderen Erfolg hatte er trotzdem nicht mehr.
Am 27. Februar 1942 starb Bruno Bauch im Alter von 65 Jahren in Jena.

## Philosophie
Bauch wird den Neukantianern der Südwestdeutschen Schule (Badische Schule) zugerechnet, deren Hauptvertreter Wilhelm Windelband und Heinrich Rickert als Lehrer auf Bruno Bauch starken Einfluss ausübten. Auch Otto Liebmann, der Vorgänger von Bruno Bauch in Jena, zählte dazu. Die Herausgeber der Kant-Studien Alois Riehl und Hans Vaihinger bewerteten Bauch in einem Gutachten anlässlich seiner Habilitationsschrift, die das Verhältnis von Luther und Kant zum Thema hatte, als einen Anhänger Kants und nahmen Bauch damit gerne in den Kreis der Universität Halle auf.
Im Gegensatz zu seinem Lehrer Rickert hat Bauch, sicher beeinflusst durch die Zeit der gemeinsamen Lehrtätigkeit mit Gottlob Frege in Jena, dessen logische Argumentation übernommen.

### Kritizismus als Strömung des Neukantianismus
Bauch stellt sich selbst als Neukantianer dar, der, wie er in seinem Kant-Buch beschreibt, „den Kantischen Geist über den Kantischen Buchstaben stellt“, also nicht wortgetreu den Aussagen folgt, sondern versucht, dort, wo Kant aus seiner Sicht nicht konsequent vorgegangen ist, zu kritisieren und neue Gedanken zu suchen.
Dies stellt sich exemplarisch in der Auseinandersetzung mit dem kategorischen Imperativ dar. Bauch weist darauf hin, dass der kategorische Imperativ, damit er als Prinzip wirklich sittlichen Handelns gesehen werden kann, der Begründung dieser konkreten sittlichen Handlung bedarf, und sieht in der Lösung dieses Problems die wichtigste Aufgabe der Ethik seiner Zeit.

### Wertephilosophie
Die von der Badischen Schule vertretene Wertephilosophie geht davon aus, dass alles, was von Natur aus bedingt ist (also mit Naturgesetzen erklärt werden kann), wertfrei ist und Werte erst mit der geschichtlichen Kultur geschaffen werden, die Werte setzt.
Bauchs Verständnis wird deutlich in Wahrheit, Wert und Wirklichkeit. Aus seiner Sicht sind diese drei Begriffe zu einem Problemganzen zusammenzufassen, einer Problemeinheit.
Die Wahrheit bestimmt dabei die Beziehung von Wirklichkeit und Wert. Alles Erkennen ist sowohl Erkenntnis von Wahrheit und Erkenntnis von Gegenständen; somit ist auch die Erkenntnis von wirklichen Gegenständen immer mit der Erkenntnis von Wahrheit verbunden: Wahrheit und Wirklichkeit können nicht unabhängig voneinander bestehen.
„[…] die Tatsache, daß es Wissenschaft, daß es Kunst, Sittlichkeit, Religion, Recht usw. gibt, zeigt, daß nicht allein das Leben, insbesondere das Geistesleben, sondern auch die Wirklichkeit überhaupt auf der einen Seite und das Reich der Werte auf der anderen Seite nicht wie schlechthin getrennte Welten auseinanderfallen und auseinanderklaffen können.“
Dabei unterscheidet er zwischen dem geistigen und dem bloß biologischen Leben:
„Und es bleibt dabei, dass das bloße Leben nicht schon ein Wert, nicht einmal ein Gut sei.“
Den Wert der Wahrheit erklärt Bruno Bauch im Zusammenhang mit dem biologischen Leben als Instrument und Werkzeug für das Kennenlernen der „Orientierung im Dasein“, also als Voraussetzung, am kulturellen Leben überhaupt teilhaben zu können.
Bauch interpretiert die zentrale Frage des Kritizismus (die Fragen Kants nach den Bedingungen der Möglichkeiten der Erkenntnis) nicht bezogen auf Natur oder Geist, sondern auf die Kultur. Für ihn ist die endgültige Erkenntnis erst mit der Kritik der Urteilskraft möglich. Aus dieser Sicht erklären sich die Erkenntnisse der Wissenschaften als „reine“ Erkenntnis und als zentraler Gehalt von Kultur.
Damit setzt Bauch das von seinen Lehrern vorgegebene Programm einer Kulturphilosophie zwar fort, bezieht jedoch auch mit grundlegenden Aussagen Position gegen den Standpunkt des Neukantianismus von Windelband, Rickert und Lask. Nach Bauchs Auffassung kann die Wirklichkeit nicht als Aufgabe verstanden werden: Die Wirklichkeit als Aufgabe ist sinnlos, da sie als Wirklichkeit ja schon wirklich sei. Wenn aber die Wirklichkeit nicht als Aufgabe verstanden werden kann, so kann sie auch kein Wert sein, wie etwa die Wahrheit, das Schöne usw.
Der Wert der Wirklichkeit liegt damit ausschließlich in wirklicher Erkenntnis, in wirklich sittlichem Handeln, in wirklicher Kunst. Bauch setzt sich mit dieser Begründung seiner Wertetheorie bezogen auf die Kulturgebiete wie Wirtschaft, Recht, Bildung, Erziehung, Kunst und Religion auseinander.
Daraus ergibt sich sein Engagement für politische, im Besonderen für bildungspolitische und erzieherische Fragen (bewusste Vermittlung von Wertgesichtspunkten).
In seinem Aufsatz Über die philosophische Stellung der Pädagogik im System der Wissenschaften in der Vierteljahresschrift für philosophische Pädagogik (1917) bezieht Bauch Stellung gegen den „maschinenmäßigen Drill“. Er sieht die Aufgabe der Erziehung darin, die subjektive Individualität unter dem Aspekt zu stärken und zu bilden, dass die Individualität damit in die Lage versetzt wird, nach objektiven „überindividuellen“ Werten erzogen zu werden und mit diesen Werten auch in Beziehung zu treten. Daraus ergibt sich, dass die Individualität des Einzelnen nur in Beziehung zur Gemeinschaft zu denken ist und damit ein nicht aufzulösender Zusammenhang zwischen Individualität und gemeinschaftlicher Pflicht(erfüllung) im Sinne des kategorischen Imperativs von Kant zu sehen ist.

## Politische Position
Spätestens mit dem Vortrag Vom Begriff der Nation: Ein Kapitel zu Geschichtsphilosophie aus dem Jahr 1916 hat Bauch vehemente Kritik der Neukantianer und speziell der Kant-Gesellschaft hervorgerufen. In dem Vortrag vertrat er einen an Abstammung gebundenen Begriff der Nation:
„Die Nation als Gemeinschaft der ›Mitgeborenen‹ ist natürliche Abstammungsgemeinschaft als Grundlage der völkischen Einheit. In diese Gemeinschaft werde ich hineingeboren. Ich gehöre ihr nicht erst an durch einen bestimmten Willensakt und Entschluß meinerseits, ich bedarf auch nicht erst einer besonderen, wiederum gegründeten Aufnahme [...] Die Gemeinschaft des Blutes ist das einigende Band im natürlichen Bestande der Nation, und diese ist zunächst selbst ein natürlicher Gemeinschaftsverband, eine Naturgegebenheit. In der Hautfarbe, dem Gesichtsschnitt, dem Körperbau jedes Einzelnen prägt sie sich als sichtbarer Typus aus.“
Da Bauch weder von seinen Positionen abließ noch sich zu einem von Hans Vaihinger initiierten Vergleich mit den Mitgliedern der Kant-Gesellschaft bereit erklärte, verließ er schließlich die Gesellschaft. Mit der Gründung der Deutschen Philosophischen Gesellschaft in Weimar verfolgte Bauch das Ziel, den „deutschen“ Charakter der Philosophie zu entwickeln und zu betonen.
Bauch befürwortete den Krieg (Rede zum Reichsgründungstag Geist von Potsdam und der Geist von Weimar, 1926) und agierte als eine der Vertrauenspersonen der NSDAP an der Universität Jena, obwohl er nicht Mitglied der Partei, sondern lediglich in nationalsozialistischen Massenorganisationen war.

## Rezeption im Sinne einer „deutschen“ nationalistischen Philosophie
Nach Erich Keller (1928) sieht Bauch als höchsten Zweck des menschlichen Daseins die Erfassung persönlicher geistiger Werte und deren Darstellung in der Wirklichkeit. Dies geschieht im Rahmen der Gemeinschaft (Nation). Das einzelne Individuum bedarf, um diese Aufgaben verwirklichen zu können, der Freiheit. Daraus ergibt sich der Anspruch auf das Recht auf Freiheit zur Erfüllung der Aufgaben des Einzelnen.
So besteht die Freiheit des Einzelnen darin, dieses Recht zur Pflichterfüllung gegenüber der Gemeinschaft (Nation) zu nutzen (Erich Keller: Bruno Bauch als Philosoph des vaterländischen Gedankens, Langensalza 1928) – um dieses Recht zu sichern, bedarf es des Staates, ausgestattet mit der erforderlichen Macht im Dienst höherer Werte.
Erich Keller schrieb später in der Zeit des Nationalsozialismus, „..., dass sich in der Philosophie Bauchs gerade der germanische Geist eine Selbstdarstellung von besonderer Eindringlichkeit geschaffen“ habe. Dabei weist er gleich im Folgenden darauf hin, dies lasse sich aus den Worten Bauchs nur konstruieren, weil er selbst dies so deutlich nicht zum Ausdruck gebracht habe.

## Bücher und Schriften

### Werkauswahl
- Glückseligkeit und Persönlichkeit in der kritischen Ethik, Stuttgart: Frommann 1902
- Luther und Kant, Berlin: Reuther & Reichard 1904
- Geschichte der neueren Philosophie bis Kant, Berlin und Leipzig: J. G. Göschen 1908
- Immanuel Kant (Sammlung Göschen), Berlin und Leipzig : Göschen 1911
- Studien zur Philosophie der exakten Wissenschaften, Heidelberg: Carl Winter 1911
- Vom Begriff der Nation, Berlin: Reuther & Reichard 1916
- Fichte und der deutsche Gedanke, Hamburg: Dt.-Nat. Verlags-Anstalt 1917
- Jena und die Philosophie des deutschen Idealismus, Jena: G. Fischer 1922
- Wahrheit, Wert und Wirklichkeit, Leipzig: F. Meiner 1923
- Fichte und der deutsche Staatsgedanke, Langensalza: Beyer & Söhne 1925
- Die Idee, Leipzig: E. Reinicke 1926
- Der Geist von Potsdam und der Geist von Weimar, Jena: G. Fischer 1926
- Philosophie des Lebens und Philosophie der Werte, Langensalza: Beyer & Söhne 1927
- Goethe und die Philosophie, Tübingen: J.C.B. Mohr 1928
- Kultur und Nation, Langensalza: Beyer & Söhne 1929
- Die erzieherische Bedeutung der Kulturgüter, Leipzig: Quelle & Meyer 1929
- Grundzüge der Ethik, Stuttgart: Kohlhammer 1935

### In Zeitschriften und Sammelwerken erschienen
- Das Wesen des Genies nach der Auffassung Kants und Schillers, (Nord und Süd 1902)
- Über Goethes philosophischen Weltanschauung, (preußische Jahrbücher 1904)
- Sittlichkeit und Kultur, (Zeitschrift für Philosophie und philosophische Kritik 1904)
- Ethik, (Festschrift für Kuno Fischer 1904)
- Kant und unsere Dichterfürsten, (Beilage Allg. Zeitung 1904)
- Die Persönlichkeit Kants, (Kant Studien 1904)
- Schiller und die Idee der Freiheit, (Kant Studien 1905)
- Fichtes Auffassung von Akademischer Freiheit, (Grenzboten 1905)
- Die Diskussion eines modernen Problems in der antiken Philosophie (Logos 1914)
- Idealismus und Realismus in der Sphäre des philosophischen Kritizismus, (Kant Studien 1914)
- Der Krieg und der Kampf ums Dasein, (Preußische Jahrbücher 1915)
- Praktische Philosophie und praktisches Leben, (Kant Studien 1916)
- Unser philosophisches Interesse an Luther, (Zeitschrift für Philosophie und philosophische Kritik 1917)
- Luthers Tat im deutschen Geistesleben, (Deutsches Volkstum 1917)
- Friedrich Nietzsche und der deutsche Idealismus (Panther 1917)
- Über die Stellung der Pädagogik im System der Wissenschaften, (Vierteljahresschrift für philosophische Pädagogik 1917)
- Lotzes Logik und ihre Bedeutung im deutschen Idealismus, (Beiträge zur Philosophie des deutschen Idealismus 1918)
- Wahrheit und Richtigkeit. Ein Beitrag zur Erkenntnislehre, (Festschrift für Johannes Volkelt 1918)
- Das Rechtsproblem in der Kantischen Philosophie (Zeitschrift für Rechtsphilosophie 1920)
- Ethik, (Kultur der Gegenwart. Systematische Philosophie 3. Aufl. 1921)
- Von der Sendung des deutschen Geistes, (Deutschlands Erneuerung 1922)
- Das transzendentale Subjekt, (Logos 1923)
- Zum Problem der Philosophie der Geschichte der Philosophie, (Festschrift für Paul Hensel 1924)
- The Development of Ethical Problems in German Thought since the War, (international Journal of Ethics 1926)
- Die Dialektik in dem Verhältnis von Krieg und Frieden bei Kant (Archiv für Rechts- und Wirtschaftsphilosophie 1926)
- Logos und Psyche (Logos 1926)